# Euploea desjardinsii
Euploea desjardinsii är en fjärilsart som beskrevs av Guérin 1844. Euploea desjardinsii ingår i släktet Euploea och familjen praktfjärilar. Inga underarter finns listade i Catalogue of Life.